# Nationwide Building Society
La Nationwide Building Society est une entreprise financière mutualiste - building society - britannique. Son siège social est basé à Swindon.